# Сочинский листок (газета)
Со́чинский листо́к – третья сочинская газета. Начала издаваться 25 ноября 1912. Она выходила ежедневно кроме дней после праздников. Размер газеты был примерно равен современному формату А2. Цена за один экземпляр газеты была 5 коп. Издавалась в типографии Е.И. Тороповой, которая находилась на улице Дагомысской. Редактором и издателем газеты был Г.Д. Торопов. «Сочинский листок» выходил тиражом не более 500–800 экземпляров . Подписка и продажа проводилась в Сочи, Адлере, Анапе, Гаграх, Новороссийске, Геленджике, Туапсе, Поти, Батуме и других городах.
На первой странице «Сочинского листка» находился прогноз погоды на ближайший день. Публиковалась реклама местных пансионатов, гостиниц и ресторанов. Печатались объявления о вакантных местах в различных местных предприятиях и учреждениях. Предлагались к сдаче квартиры, торговые помещения и даже целые предприятия (например, кирпичный завод). Врачи и педагоги предлагали свои профессиональные услуги, как местному населению, так и приезжающим на отдых курортникам. Плата за объявления варьировалась в зависимости от того, на какой странице – первой или второй – оно печаталось. Одна строка объявления на первой полосе стоила 15 коп., на второй – 8 коп. На объявления о спросе и предложении труда давалась скидка в 30 %. Лица, находящиеся в затруднительном положении, могли дать объявление в газету бесплатно.
Также на первой полосе печатались телеграммы Петроградского телеграфного агентства. Это были политические, социально-экономические и культурные новости не только из Петрограда, Москвы и других российских городов, но и практически со всего мира. Очень много новостей было о ходе Первой мировой войны. Новости продолжались публиковаться и на второй странице «Сочинского листка». Кроме них там же находилась рубрика «Местная жизнь». В ней размещались сведения о жизни Сочи, о ближайших гуляниях, благотворительных вечерах и праздниках, спектаклях, субботниках, и других мероприятиях, проводимых в городе. Также в рубрике «Местная жизнь» публиковались криминальные хроника (чаще всего кражи, грабежи и нападения на местных жителей и приезжих) и новости, касающиеся работы и устройства городских коммуникаций.
Последний номер газеты «Сочинский листок» из обнаруженных в фонде периодики Российской государственной библиотеки датирован 25 декабря 1916 за номером 927.